# The Church Across the Way
The Church Across the Way è un cortometraggio muto  del 1912. Il nome del regista non viene riportato nei credit del film che ha per protagonisti Mary Maurice e Earle Williams. Vi appare anche Jean, la Border Collie che apparteneva al regista Larry Trimble e che diventò negli anni dieci una delle prime star canine dello schermo.

## Produzione
Il film fu prodotto dalla Vitagraph Company of America.

## Distribuzione
Il film - un cortometraggio di circa 10 minuti - uscì nelle sale cinematografiche statunitensi il 2 luglio 1912, distribuito dalla General Film Company.